# 謝米什納鄉

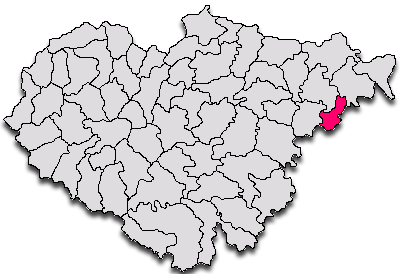
謝米什納鄉

47°13′N 23°37′E / 47.217°N 23.617°E
謝米什納鄉（羅馬尼亞語：Comuna Șimișna, Sălaj），是羅馬尼亞的鄉份，位於該國西北部，由瑟拉日縣負責管轄，面積45平方公里，海拔高度299米，2007年人口1,305，人口密度每平方公里29人。